# 小行星2740
小行星2740（2740 Tsoj）是一颗围绕太阳公转的小行星。1974年9月26日，柳德米拉·朱拉夫寥娃在克里米亚发现了此天体。
該小行星以蘇聯搖滾歌手維克多·崔命名。
这颗小行星的绝对星等为97.16610636747146等。